# 托马斯·加里格·马萨里克勋章
托马斯·加里格·马萨里克勋章是捷克共和国政府设立的勳章。

## 历史
托马斯·加里格·马萨里克勋章最早由捷克和斯洛伐克聯邦共和國政府于1990年建立。当时正值天鵝絨革命后的捷克斯洛伐克社会主义共和国政权垮台时期。1994年，随着捷克与斯洛伐克的分离，该勋章被捷克共和国政府重新建立。
它授予为民主、人道和人权的发展做出突出贡献的个人。勋章分有五个级别，其中一级最高。托马斯·加里格·马萨里克是捷克斯洛伐克共和国的缔造者和首任总统。

## 章略
| 一级 |
| 二级 |
| 三级 |
| 四级 |
| 五级 |